# Argemone fruticosa
Argemone fruticosa là một loài thực vật có hoa trong họ Anh túc. Loài này được Thurber ex A.Gray mô tả khoa học đầu tiên năm 1853.